# Le Prince des Ténèbres (film)
Pour les articles homonymes, voir Prince des ténèbres.
Pour plus de détails, voir Fiche technique et Distribution.
Le Prince des ténèbres (titre original : Voices of the City) est un film américain réalisé par Wallace Worsley, sorti en 1921.

## Fiche technique
- Titre original : Voices of the City
- Titre français : Le Prince des ténèbres
- Réalisation : Wallace Worsley
- Scénario : Arthur F. Statter (en) d'après The Night Rose de Leroy Scott (en)
- Pays de production : États-Unis
- Format : Noir et blanc - 1,33:1 - Film muet
- Genre : drame
- Durée : 60 minutes
- Date de sortie : 1921

## Distribution
- Leatrice Joy : Georgia Rodman
- Lon Chaney : O'Rourke
- John Bowers : Graham
- Cullen Landis : Jimmy
- Richard Tucker : Clancy
- Mary Warren (en) : Mary Rodman
- Edythe Chapman : Mrs. Rodman
- Betty Schade : Sally
- Maurice Bennett Flynn : Pierson